# Mohammed VII al-Mustain
Pour les articles homonymes, voir Al-Mustain.
Abû `Abd Allâh al-Musta`în Mohammed VII ben Yûsuf surnommé Al-Musta`în (qui est soutenu (par Dieu)) est le douzième émir nasride de Grenade. Il est né en 1370. Il est le fils de Yûsuf II et il succède à son père mort  le 3 octobre 1392. Il meurt en 1408. Son frère cadet Yûsuf III lui succède à sa mort en 1408.

## Biographie
C'est sous le règne de Mohammed al-Musta`în que commence la dégradation des relations avec la Castille et la fin de l'armistice qui avait prévalu depuis 1344 en raison des liens d’amitié qui liaient Mohammed V et Pierre "le cruel" roi de Castille. Néanmoins, Mohammed al-Musta`în commence par signer des traités avec la Castille et avec les Mérinides. En 1390, le roi de Castille Henri "Le maladif" n’a que onze ans. Mohammed al-Musta`în tente de profiter de cette circonstance pour lancer des attaques contre les zones frontalières de son royaume, en particulier, les campagnes dirigées contre Jaén et contre Murcie.
Pendant l’été 1393, Mohammed al-Musta`în, fatigué de l’arrogance et des intrigues de son vizir Ibn Zamrak qui a remplacé Ibn al-Khâtib après sa fuite au Maroc, le fait assassiner.
Le maître de l'Ordre d'Alcantara, Martín de la Barruda auquel un ermite avait prédit une victoire fulgurante, se prend pour un Croisé chargé de reconquérir Grenade. En 1396, il franchit la frontière avec trois cents chevaliers et quelques milliers de fantassins indisciplinés. À peine a-t-il franchi la frontière que le 26 avril 1396, il subit une terrible défaite. Il meurt au cours de la bataille.
En 1406, âgé de moins de deux ans, Jean II succède à son père sur le trône de Castille. Cela n’empêche pas les troupes castillanes de prendre l’initiative de campagnes militaires, comme celle qui se conclut avec la prise de Zahara de la Sierra, une forteresse réputée imprenable en 1407. La reconquête de cette place forte par les Nasrides en 1481 servira de prétexte au début des campagnes qui aboutiront à la disparition de la dynastie.
Muhammad VII meurt le 13 mai 1408. Son frère cadet Yûsuf III lui succède.

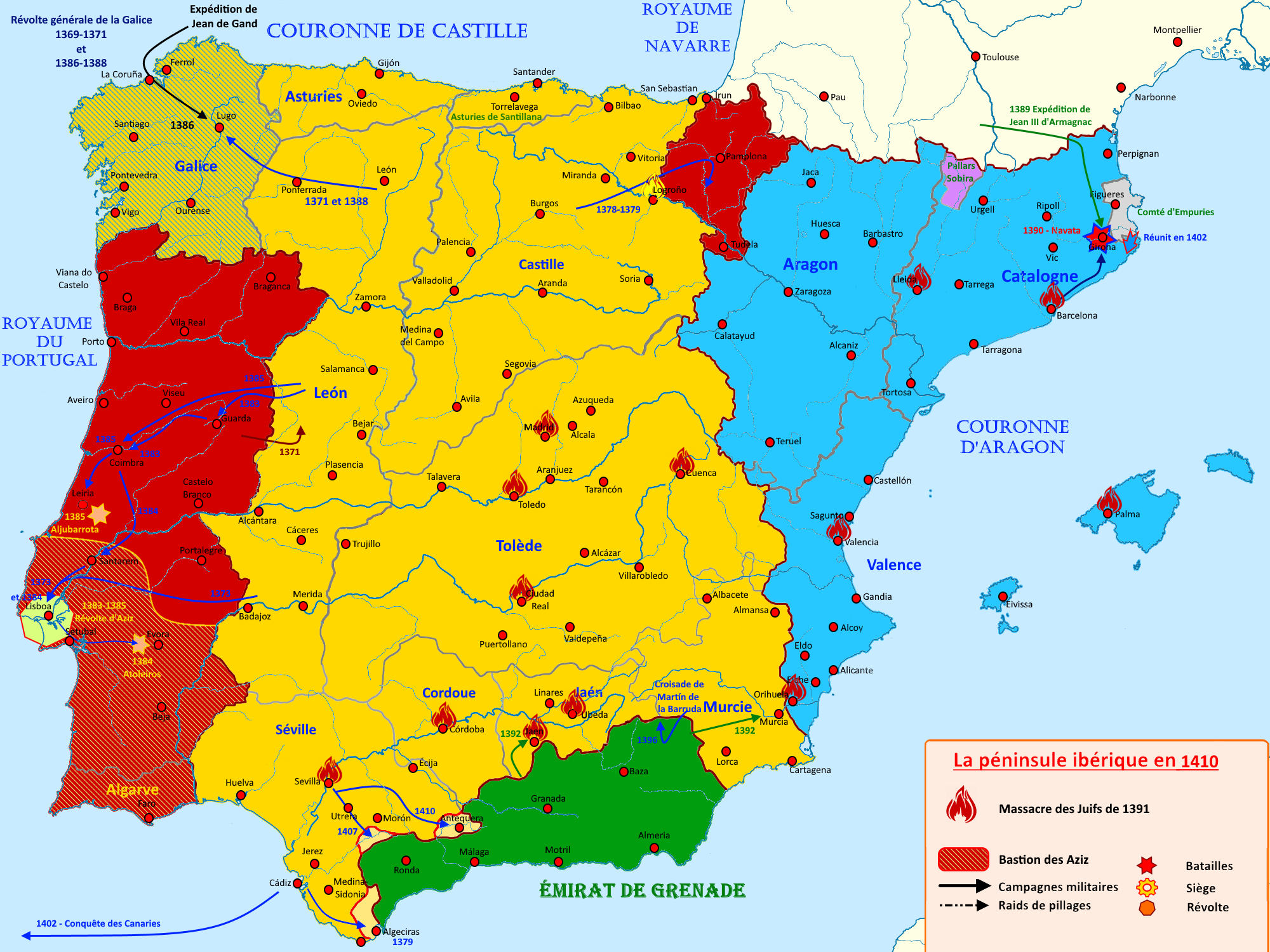
L'émirat de Grenade de 1369 à 1410